# زرنه

## تقسیمات کشوری
زرنه از توابع شهرستان ایوان غرب و استان ایلام است که از سال ۱۳۷۴ تنها بخش شهرستان ایوان غرب می‌باشد.

## وجه تسمیه
در مورد نام زرنه دو دیدگاه وجود دارد، یکی اینکه، چون زمین‌هایی که در این منطقه وجود داشته از مرغوبیت و حاصلخیزی خاصی برخوردار بوده‌اند آن را با (زر) مقایسه کرده‌اند. نظریه دوم بر این اساس است که در گذشته مردمانی که در این منطقه ساکن بوده‌اند، زنی فرمانروایی آن‌ها را بر عهده داشته‌است که اسم او (زرینه) بوده‌است و بنابراین منطقه را از نام او گرفته‌اند (محمدی، آیت، ۱۳۷۶).

## زرنه در سفرنامه‌ها
شرق‌شناس بریتانیایی سر هنری راولینسون که در سال ۱۸۳۶ میلادی به ایران سفر کرده و به این مناطق قدم نهاده‌است، در تحقیقات خود در کتاب (گذر از زهاب به خوزستان) ترجمه اسکندر امان‌اللهی بهاروند عنوان می‌کند که:
در زرنه خرابه‌های شهری بزرگ نمایان است. در آنجا تپه‌ای است که من معتقدم محل یک قلعه بوده‌است که اندازه آن از آنچه در گیلان وجود دارد کوچکتر است. پایه‌های ساختمان‌ها که وسعتی در حدود ۸ کیلومتر را در بر می‌گیرد اکنون تقریباً با زمین هم سطح شده‌است. سه یا چهار ساختمان مجزا که از بقیه سالم‌تر هستند در حوالی تپه دیده می‌شوند که شامل تعداد زیادی راهروهای تنگ و گنبدی شکل‌اند و به نظر می‌رسد که در عصر پادشاهان ساسانی محل سکونت بوده‌اند. این بناها از نظر سبک معماری با خرابه‌های (بان زرده) قصرشیرین یکسان بوده و تردیدی ندارم که مربوط به یک زمان هستند. به هر حال تپه و مجموع ساختمان‌ها بسیار قدیمی می‌باشند. در یکی از آن‌ها مقدار زیادی آجر از عهد کیانیان پیدا شده و ظاهر بقیه می‌رساند که باید در گذشته‌ای دور ساخته شده باشند.
همچنین راولینسون عنوان می‌کند: «چنین به نظر می‌رسد که جلگه آریوخ قدیم‌ترین نام برای این منطقه بوده و از آن جاست که عیلامی‌ها به کمک پادشاه آشور به نینوا شتافتند. من معتقدم که پایتخت آن همان زرنه است که خرابه‌های آنرا شرح دادم زیرا این مطلب را دریافته‌ام که تا پیش از قرن سیزدهم میلادی اینجا به نام اریوحان مرکز ایالت ماه سبدان شهرت داشته‌است. همچنین فکر می‌کنم که محل (حره) مربوط به دوره اسارت (یهودیان) را باید در همین حوالی جستجو نمود و باز بدون شک اینجا همان محلی است که بنیامین تودله از آن به عنوان آرین یاد می‌کند و می‌گوید در حدود ۲۰۰۰۰ خانوار یهودی در آنجا مستقر بوده‌اند».

## ساکنین کنونی زرنه
درباره مردمی که امروزه در زرنه ساکن هستند بایستی گفت که از سال 1228 هجری خورشیدی به بعد در این منطقه ساکن شده‌اند  چرا که تا پیش از این دوره تاریخی در دوره‌ای منطقه زرنه متعلق به نوادگان خان منصور حاکم ایوان کلهر و اطرافیانش بوده است که در پی درگیری هایی منجر به مهاجرت بسیاری از مردم منطقه از ایوان می‌شود.
پس از این درگیری‌ها بعدها علی خان کلهر حکومت ایوان کلهر را با حمایت و پشتیبانی کریم خان زند به دست گرفت. با روی کار آمدن علی خان کلهر و با خواست ایشان تیره‌ها و افراد زیادی از ایل کلهر که از منطقه کوچ کرده بودند دوباره به ایوان بازگشتند، پس از آن منطقه زرنه، کلان و میر علمشا و شاله شوری و.... توسط ملک قاسم خان و خسرو خان فرزندان اقبال خان کلهر (جد بزرگ خاندان اقبالی زرنه) فرزند بزرگ علی خان کلهر، از نوادگان خان منصور در سال 1228 هجری خورشیدی خریداری گردید و پس از آن چون منطقه خالی از سکنه بوده، آن ها سعی می‌کنند برای اینکه بتوانند هم به لحاظ امنیت و هم به لحاظ اینکه در کار کشاورزی و دامداری و دامپروری منطقه را حفظ و نگهداری نمایند از اطراف و نقاط مختلف افرادی را به منطقه آورده و اینان نیز در اینجا سکنی می‌گزینند.
منطقه زرنه، چم سورک و ویژنان سهم اقبال خان (جد بزرگ خاندان اقبالی زرنه) و فرزندانش ملک قاسم خان و خسروخان بوده است در واقع میتوان گفت خاندان قدیمی و اصلی زرنه خاندان اقبالی می‌باشد. اقبال خان فرزند بزرگ علی خان کلهر حاکم مقتدر کلهر در دوره زندیه بود. اقبال خان و فرزندانش از تیره ها و طوایف مختلف افرادی را به این منطقه آورده و در اینجا ساکن کردند و در واقع زرنه کنونی از این مردمان تشکیل شده است. فیلی‌های زرنه و ایوان از نسل آقا عیسی خان فیلی اند که پسر احمد خان والی لرستان پشتکوه بوده بعدها عیسی خان بعلت کدورت برادرش عباسقلی والی با پسر عمویشان یعنی حسینقلی خان ابوقداره در زرنه کنار خانواده مادریش سکونت یافته. مادر عیسی خان فیلی ، عزت خانم، نوه اقبال خان بوده است.
با سقوط حکومت پهلوی اول و آزادی چهره های سیاسی در بند و روسای ایلات و عشایر عباس خان قبادیان در سال 1322 هجری خورشیدی خواهان تصرف املاک زرنه نیز شد که با شکایت خاندان اقبالی زرنه در مقابل این خواسته عباس خان قبادیان با ارایه مستندات متقن و اسناد روشن ضمن محکوم کردن وی مانع این کار شدند.

## آثار باستانی
- قبرستان هلوچ

یکی از آثار باستانی شهرستان ایوان قبرستان هلوچ است که در شهر زرنه واقع شده است. این قبرستان اکنون جزء محدوده شهر زرنه به حساب می‌آید و بیشتر آن به منازل مسکونی تبدیل شده است. این قبرستان مربوط به یهودیانی بوده است که در زرنه ساکن بوده‌اند. هلوچ یا الوچ یکی از فرماندهان و سران بزرگ این مردم بوده است که بعدها این قبرستان را به نام او نامگذاری کردند.
منطقه گاومهر زرنه که از دو واژه (گاو +مهر) تشکیل شده است بنابر اسناد تاریخی محل تمدن آیین میتراییسم یا همان مهرپرستان ابتدایی بوده است که در نزد این آیین (گاو) را مقدس می‌پنداشتند به همین دلیل این منطقه به گاو مهر درگذر زمان معروف شده است.

## مشاهیر ادبی
- آقا بیگ

یکی از گمنامان توانا در عرصه شعر و اندیشه و سخنوری در منطقه زرنه آقابیگ بوده است. آقابیگ فرزند ملک قاسم خان و نوه اقبال خان جد بزرگ خاندان اقبالی زرنه است. شگفت آن است که نام و شهرت شاعری آقابیگ در استان هایی همچون کرمانشاه و کردستان شناخته شده است و در آثار آنان مکتوب است، اما در دیار و حتی زادگاهش کمتر آشناست و از شعر و شاعری وی کمتر اطلاعی است، مگر معمران و سالخوردگان متعصبی که هنوز رنگ و بوی ییلاق و قشلاق بر وجودشان حاکم باشد و صفای ایل و سادگی قدیمی از دل و جانشان رخت بر نبسته باشد.
- ذوالفقار بیگ

ذوالفقار بیگ برادر آقا بیگ فرزند ملک قاسم خان و نوه اقبال خان جد بزرگ خاندان اقبالی زرنه، معاصر ناصرالدین شاه قاجار بوده است. وی شاعری خوش ذوق بوده، طبعی سلیم و زبانی روان داشته و به دو زبان فارسی و کردی شعر می سروده است. گواه شعر و شاعری ذوالفقار بیگ اثری مکتوب به خط نستعلیق و به خط خود او می‌باشد. این اثر نسخه‌ای خطی با جلدی از پوست آهو است که نزد اعقاب شاعر نگهداری می‌شود. با توجه به عناوین موجود و مکتوب در این نسخه خطی مشخص می‌شود که ذوالفقار به مال دنیا پشت پا زده و فقر اختیاری را برگزیده و فقر را فخر خود دانسته است، او فردی متواضع و خاکسار بوده و غرور و خودبینی را از وجود خود دور ساخته و خود را حقیر شمرده است وی به خدای یکتا معتقد و مطیع اوامر او بوده و زاهد و نیکوکار و پایبند به دین و دارای ایمانی راسخ بوده و همه این عناوین در عنوان شیخ او نهفته است. مضمون اشعار فارسی و کردی نسخه ذوالفقار، مناجات و ستایش خدا، وصف پیامبر و امامان و بخش قابل توجهی هم از آن در بیان حال مادرش بوده است و مواردی هم در مورد مسایل اجتماعی و مشکلات زندگی سروده است.
از دیگر شاعران مطرح این دیار می توان به محمدحسین حیدری اشاره کرد که اشعار بسیار زیبایی به زبان فارسی و زبان کوردی دارد. او را می توان بعنوان اولین شاعر بعد از انقلاب در شهر زرنه نام برد که بطور جدی در زمینه شعر فارسی بویژه غزل ،دوبیتی ،رباعی و ...فعالیت می کند و آثار در خور قابل توجهی در جراید و مطبوعات کشور به چاپ رسانده است و به زودی شاهد اولین مجموعه شعر او به زبان فارسی خواهیم بود. هرچند بسیاری از آثار ایشان در مجموعه شعر های معاصر وجود دارد
نمونه از شعر وی را با هم می خوانیم:
شهر من ٬ ایوان ِ سرسبزم ! سلام
ای که با تو می زند نبضم ٬ سلام
ای که بانکول ِ نگاهت دیدنی ست
هر وجب از خاک تو بوسیدنی ست
ای که مانشت از تو ٬ جاویدان شده
همدمِ زخمِ " قلاقیران شده
ای تو شاکه ٬ ای تو خانمنصورِ من!
ای می و ای باده ی انگورِ من !
ای کوشکِ قصه ی مردانِ مرد!
راستی ٬ این زخمها با تو چه کرد
ای که مثل روح بارانی ٬ سلام
بچه هایِ خوبِ ایوانی ! سلام
1. محمدحسین_حیدری_زرنه

غزل به نگاهی
به نگاهی که مرا عاشق خود کرده؛ قسم
باید امشب به غزلهای نگاهت برسم
کاش آن لحظه که در حسرت باران بودم
ابری از کوی تو می آمد و می شد نفسم
« ای که از کوچه ی معشوقه ی ما می گذری»
چه کسی گفت که من اهل هوا و هوسم
مثل این قافله ی عمر به سر آمده؛ کاش
باخبر می شدی از ناله ی بانگ جرسم
تا که آزادیم آوازه ی این شهر شود
کاشکی گوشه ای از قلب تو می شد قفسم
می روم سر به بیابان بگذارم بی تو
به نگاهی که مرا عاشق خود کرده؛ قسم
تو را مثل کبوتر می نویسم
شکسته بال و بی پر، می نویسم
اگر چشم تو بگذارد، دراین شعر
تو را یک جورِ دیگر می نویسم
```
-----------
```

شبی مهمان چشمت می شدم کاش
بله_قربان چشمت می شدم کاش
چو باباطاهر عریان این شهر
دوبیتی خوان چشمت می شدم کاش
چه دریایی، چه توفان قشنگی!
نشستم در چه باران قشنگی
نشستم، دیدم آرام من آمد
خدای من! چه چشمان قشنگی!
اگرچه، بی تو حالم بد شد امشب
پُر از اندوهِ بیش از حد شد امشب
خدا را صد هزاران مرتبه شُکر
خطر از بیخ گوشم رد شد امشب
1. محمدحسین-حیدری-زرنه

از شاعران عصر حاضر می توان مرحوم روانشاد مصطفی حیدری را نام برد که یا اشعار زیبای کوردی همیشه باعث و بانی شور و شوق و بزم مجالس می‌گردید.
از دیگر شاعران توانای شهر: جناب آقای حمید رضا غلامی ، حمید محمدی،میفر میرزایی. علیرضا غلامی، رادمنش حیدری  و... می باشند
از چهره های مطرح شهر زرنه می توان به حاج محسن عباسی مدیرکل اسبق آموزش و پرورش استان ایلام، دکتر نصرت الله حیدری استاد دانشگاه، فعال سیاسی، نویسنده ، معاون دانشجویی دانشگاه آزاد اسلامی ایلام،  حاج یدالله حیدری، حاج حسین خان اقبالی ، حاج اسد نادری، حاج علی پناه غلامی، هدایت فیلی مدیرکل اسبق پست استان ایلام، و... نام برد.
از بزرگان درگذشته ی این دیار هم می توان به  کدخدامیرزاخان شفیعی، کدخدا امیرخان شفیعی، دکتر شهسوار شفیعی، کدخدا حسن حیدری، کدخدا علی عسکر غلامی، علی اکبر حیدری، مرادجان حاتمی، حاج حسین خان فیلی، حاجعلی خان فیلی، حیدرخان اقبالی، بهمن خان اقبالی،درویش خان اقبالی، ابراهیم خان اقبالی،  محمدخان فیلی، عبدالله خان فیلی، طیارخان فیلی، علی قلی اقبالی، رضا حیدریان، روضان حیدری، روضان فیلی، مصطفی حیدری زرنه، فتاح خان فیلی، مرادخان آزادی، شادروان قیطول حیدری، شادروان علی بگ غلامی، شاهپور پرورش، سیدمهدی هاشمی ردییس گمرک خرمشهر، بابامیر عباسی، دکتر بهمن اسماعیلی، جعفر اسماعیلی، علی آقا حیدری، فریدون غلامی، کیومرث شفیعی، جهانبخش احمدی(جانی کل کش معروف)، محمد آزادی، خانمنصور کاظمی، شهریار غلامی، مجید فیلی، حیدر فیلی، علیرضا اقبالی، عباس میرزایی، رضا اقبالی، رضا اندرزی، آقاجان محمدی و ... اشاره کرد.
از شهیدان گرانقدر این دیار می توان شهید یاسین حیدری، محبت اله شفیعی، نعمت اله نادری، جمعه اسماعیلی، خلیل غلامی، لطیف حیدری، عبدالرضا نظری، حاجیعلی میرزایی، نعمت اله کاظمی، الهیار فیلی، معارف محمدی، سلیمان غلامی، محمود خانلر داودی، ططر باباخانی،شهیده فرنگیس محمدی،  مهناز محمدی، سجاد کاظمی، زهرا و زینب کاظمی، سارا اقبالی، سیران روشن ضمیر،  شهیده عصمت بابایی، و ... نام برد
از چهره های مطرح ورزش این شهر می توان به زنده یادان قیطول حیدری، مرحوم محمد محمودی قهرمان ارتش های ایران، عبدالحسین محمودی، شهید خلیل غلامی، وزنه بردار مرحوم علی غلامی و آقایان علی پناه غلامی، رشید غلامی، روح اله جوادیان، عادل غلامی، حمیدرضا غلامی، فرج اله حیدری، خیراله حیدری، راشد حیدری، محمدحسین فتحی، جهانشاه شکری، حسین شکری، نادر اقبالی، مسلم منصوری، خداداد روشن ضمیر، عدنان حاتمی، محمدحسین حیدری، هادی محمدی، مجید غلامی، شهسوار فیلی، علی شاه غلامی، عادل اقبالی، ستار قربانی، کلانتر کاظمی، جعفر نثاری، ارسلان اقبالی، علی اکبر شفیعی، فرومن غلامی، امیرفرهنگ شفیعی، بهروز کاظمی، سجاد حیدری، دونده رضا اسماعیلی، احمدرضا یوسفی، امیرعلی شکری ، رسول شکری و جوانمرگ محمدکاظم غلامی اشاره کرد
- فعالین اقتصادی
- شفیع نادری
- غضبان احمدی
- احسان محمدی

## خانواده های زرنه
از جمله خانواده‌های حال حاضر می‌توان به خانواده های: حیدری ( ایل شکره) اقبالی ( ایل اقبال) ،غلامی ( ایل نزرالی) ، اسماعیلی ، شفیعی، ( ایل سمایل)یوسفی، حاتمی، حسنی، فیلی، محمدی، رحیمی، احمدی، داوودی، محمودی، حیدریان، علی‌پور، کیانی، هاشمی، شهباز، مرادی، آزادی، عباسی، عزیزی، رستمیان، غفارنژاد، صادقی، پرورش، نادری، رحیمی، محمدیان، ایوانی، حسن‌پور، حسینی، دستمردان، نظری، قربانی، بابایی، شکری، اندرزی، میرزایی، قیمالی ، روشن ضمیر، شاکری‌زاده و شکر‌زاده اشاره کرد.

## زبان
مردم شهر زرنه از ایل کلهر بوده و به زبان کردی کلهری سخن می‌گویند.

## جمعیت
بنابر سرشماری مرکز آمار ایران، جمعیت بخش زرنه شهرستان ایوان در سال ۱۳۸۵ برابر با ۹۹۵۹ نفر بوده‌است.